# Арсен (фільм, 1937)
«Арсен» — грузинський радянський художній чорно-білий фільм 1937 року кінорежисера Михайла Чіаурелі.

## Сюжет
По мотивах грузинської народної легенди.
Перша половина XIX століття. Син Одзелашвілі, який повернувся з армії, — Арсен — піднімає на бунт кріпосних селян аулів князів Баратових. На тлі драматичної боротьби повстанців з місцевими поміщиками і що пришедшої їм на допомогу російської експедиції розвивається лінія трагічного кохання Арсена і Нено.

## Актори
- Спартак Багашвілі — Арсен
- Нато Вачнадзе — Нено
- Олександр Імедашвілі — Парсадані
- Нуца Чхеїдзе — Дареджані
- Веріко Анджапарідзе — Манана
- Віктор Гамкрелідзе — Гіві
- Іван Перестіані — Барон Розен
- Петре Морський — Мітрохін
- В. Матов — Остужев
- С. Лордкіпанідзе — Князь Цицішвілі
- Зураб Лежава — Зуріко

## Нагороди
- Сталінська премія 1-го ступеня (1941 року), Михайло Чіаурелі
- Сталінська премія (1941 року), Спартак Багашвілі